# Svarssägen
En svarssägen är en mytologisk berättelse som försöker ge svar på varför eller hur ett visst kultbruk uppkommit.
Eftersom myter bevaras ojämförligt bättre än kultbruk uppstår svarssägner som förklaring på de senares traditionella utformning. I till exempel Demeterkulten förekom bruket att kasta ned grisar i underjordisk hålor som offerdjur. Som förklaring sades underjordsguden Eubuleus' grishjord ha uppslukats av jorden då Hades bortrövade Persefone. Denna sägen tros alltså ha uppstått som en förklaring på kulten sedan kultens egentliga ursprung glömts bort.